# デン・ハーグ
デン・ハーグ（オランダ語: Den Haag [dɛnˈɦaːx] ( 音声ファイル) デン・ハーフ／’s-Gravenhage [ˈsxraːvə(n)ˌɦaːɣə] ( 音声ファイル) スフラーフェンハーヘ、日本語では多くハーグ）は、北海沿岸に位置するオランダ南ホラント州の基礎自治体（ヘメーンテ）であり、同州の州都。事実上のオランダの首都で、アムステルダムとロッテルダムに次ぐオランダ第3の都市でもある。
ハーグ内にはオランダ議会（スターテン・ヘネラール）と首相官邸が立地するビネンホフがあり、王室の宮殿、中央官庁、各国の大使館なども置かれ、首都機能の大部分を担い、国内政治の中心都市である。そのほかにも、国際司法裁判所や旧ユーゴスラビア国際戦犯法廷、国際刑事裁判所等の重要な国際機関が複数置かれ、「平和と司法の街」とも呼ばれる。一般に首都とされているアムステルダムは、憲法において首都と規定され、かつ王宮も存在するが、王室が大部分の期間ハーグに居住しているため実質的には離宮であり、歴史的にも首都機能はハーグが担ってきている。
イングランド王ジェームズ2世が亡命してきたり、逆にオランダ王ウィレム2世をイギリスへ亡命させたりした、緊密な英蘭関係を象徴する都市である。
北海に面した郊外に、行楽地であるスヘフェニンゲンがある。

## 名称

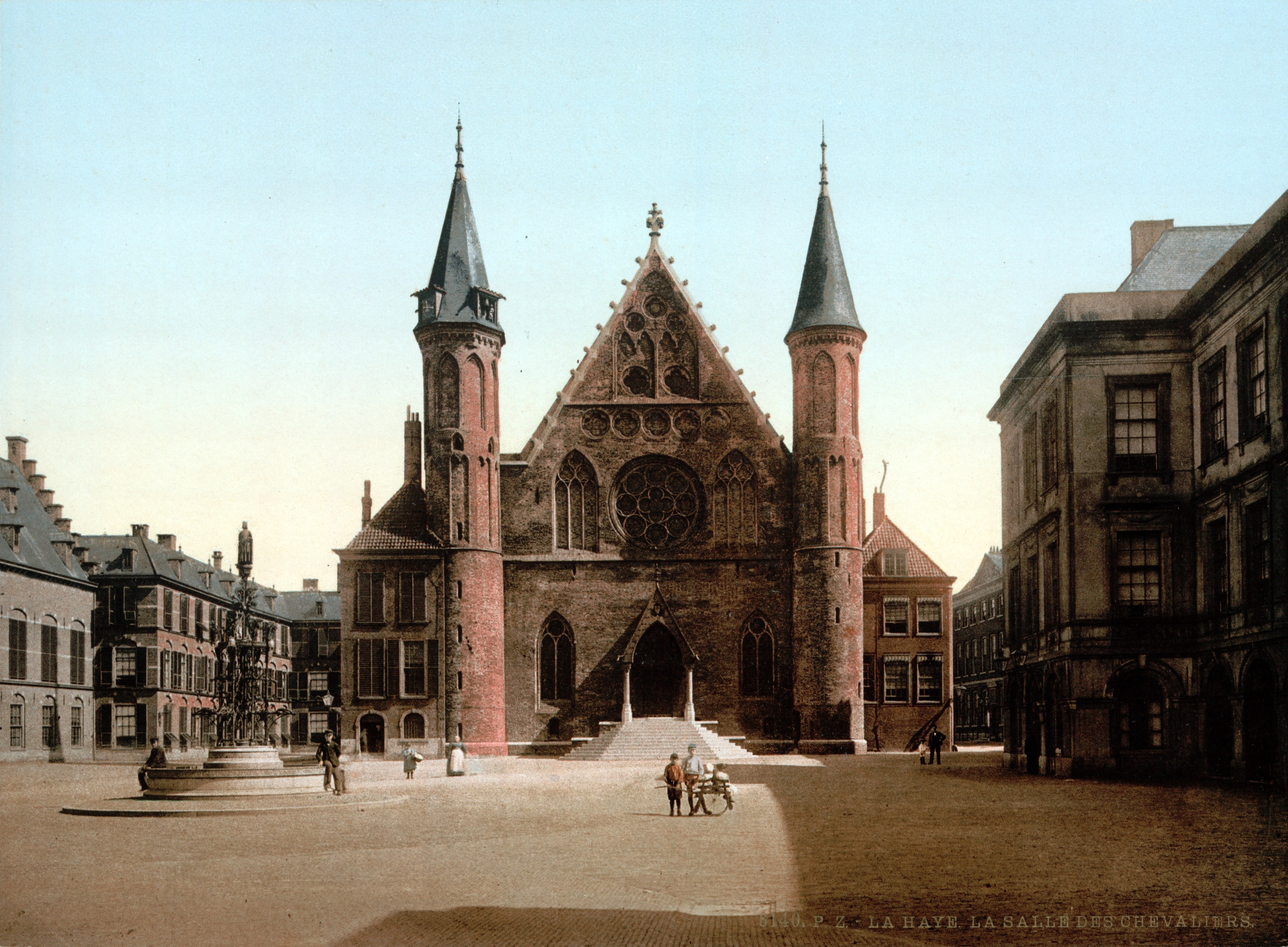
1900年頃の騎士の館 (Ridderzaal)

オランダ語の名称には、 Den Haag（デン・ハーハ）と 's-Gravenhage（スフラーフェンハーヘ）の二つがあり、「伯爵の生け垣（領地）」を意味する後者が正式名称で、これを略した前者が通常用いられる。
日本語での表記「ハーグ」（漢字の当て字は「海牙」）は、Den Haag の語尾 “g”（無声軟口蓋摩擦音）に相当する文字がないために、英語風の読み方で定着したものと思われる。なお、古い時代の記述には英語の発音に倣って「ヘーグ」と書く例も存在する。
また、フランス語では La Haye（ラ・エ）、スペイン語では La Haya（ラ・アヤ）、英語では The Hague（ザ・ヘイグ）と表記される。このようにDen、La、Theといった頭文字が大文字の定冠詞を付け、さらにその後に続く名詞の頭文字をも大文字にすることによって地名であることを示す表記法が、冠詞を有する西欧・南欧諸語等の慣例である。

## 歴史

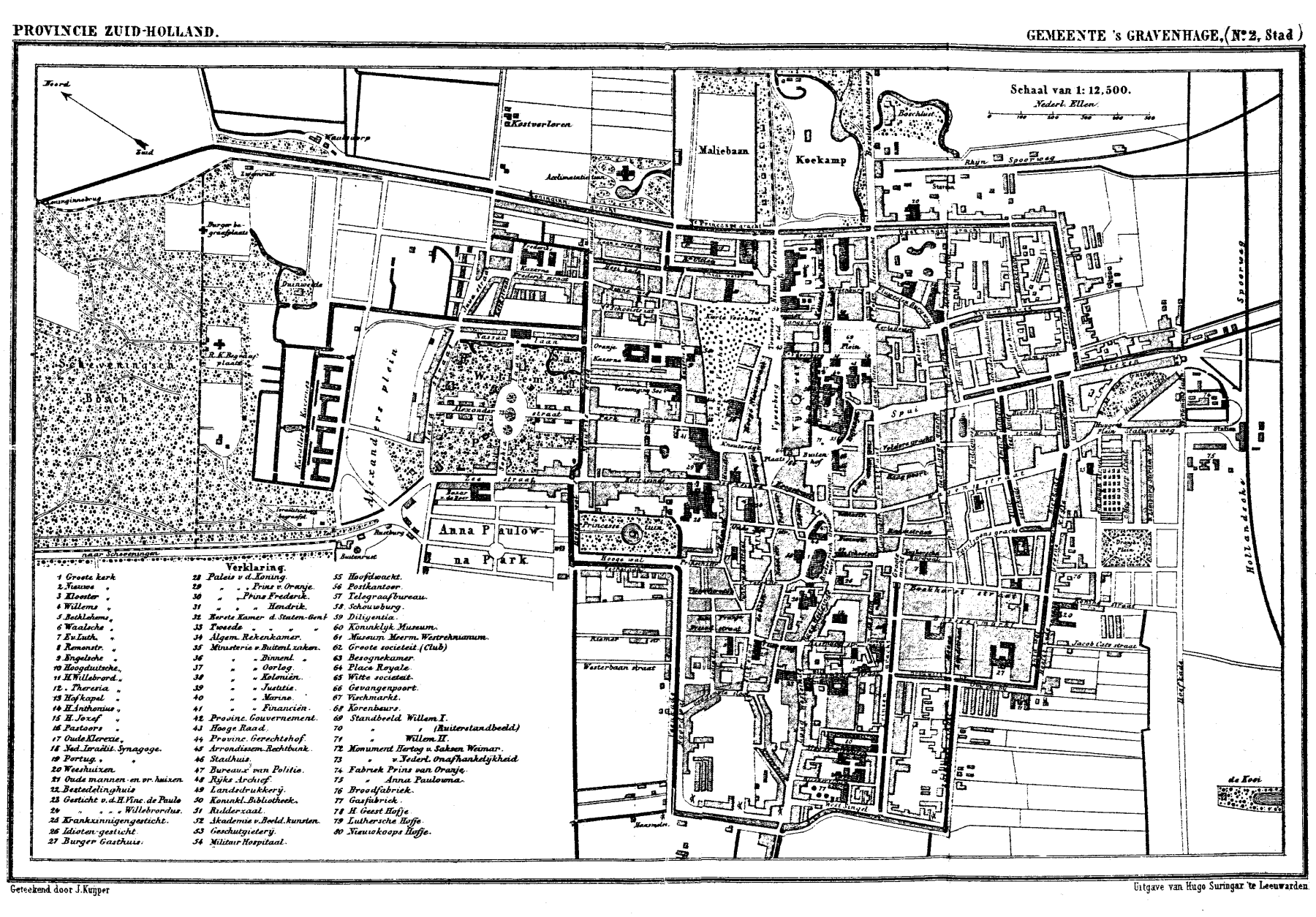
1868年のデン・ハーグ

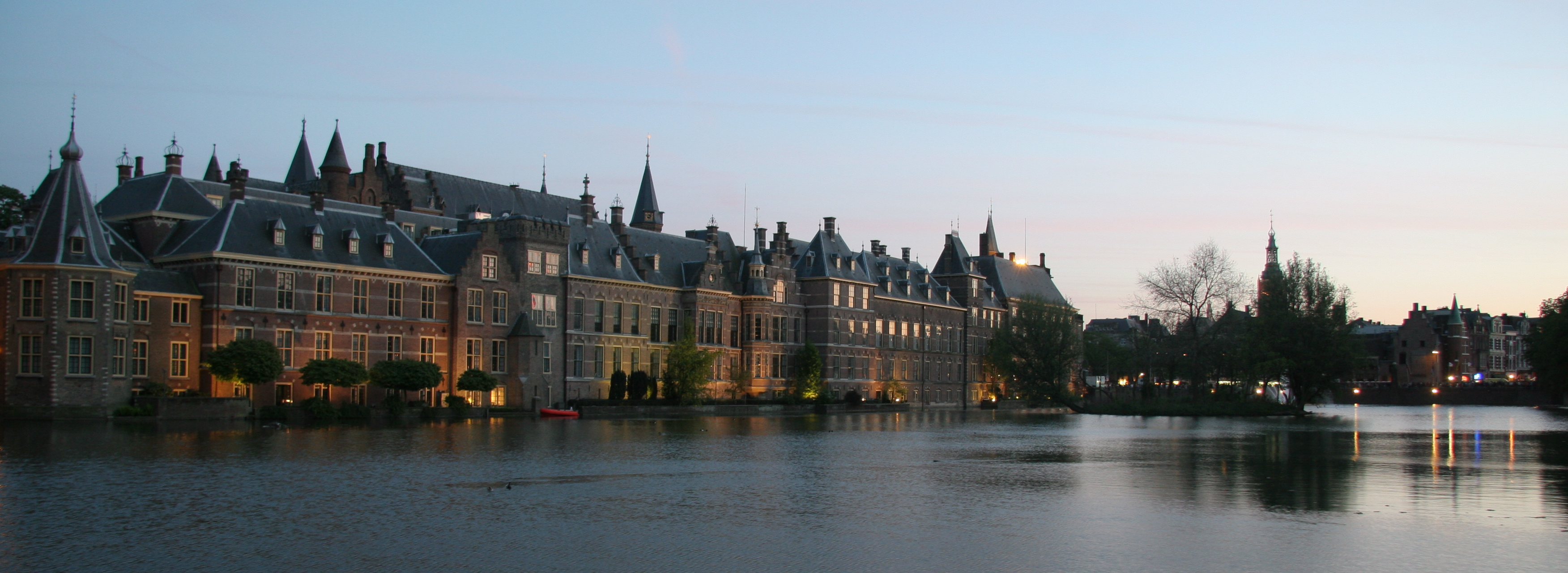
ホフ池 (Hofvijver) と国会議事堂

1230年、ホラント伯フロリス4世は狩猟の場とするために、ホフ池の沼に沿った土地を購入し住居を設けた。1248年、ホラント伯ヴィレム2世がそれを宮殿に改築する工事に着手した。1256年、ヴィレム2世は完成を見ずに死亡するが、工事はホラント伯フロリス5世によって部分的に完成された。ビネンホフにある騎士の館 (Ridderzaal) がそれである。
15世紀初頭、ブルゴーニュ公がホラント一帯を治めると、オランダ総督を任命し統治を委ねたが、総督はこの地を政府とした。八十年戦争が始まると城壁がなかったためにスペイン軍に容易に占領を許した。1588年にはネーデルラント連邦共和国の政府が置かれた。1608年よりこの地で八十年戦争の和平交渉が行われ、翌1609年にアントウェルペンで休戦条約が成立した。
1806年、ルイ・ボナパルトによってハーグは市に昇格された。ナポレオン戦争後、ネーデルラント連合王国が誕生すると、その首都はブリュッセルとハーグの2年ごとの持ち回りとなったが、政府は常にハーグに置かれた。1830年、ベルギーが独立すると首都はアムステルダムとなったが、政府はハーグに置かれたままとなった。
1899年と1907年には万国平和会議が開催された。第一次世界大戦後、常設国際司法裁判所が設置され、第二次世界大戦後の国際司法裁判所に引き継がれた。
1929年8月、6日から31日にかけて、ヤング案をめぐる第一回国際会議が開かれた。翌年に第二回が催され、ドイツはヤング案を受諾。連合国はラインラントからの撤退に同意した。1929年2月11日すでにパリでヤング委員会が開かれていた。
1974年にはフランス大使館で日本赤軍によるハーグ事件が発生した。オランダとフランスは、屈辱的にテロリストの要求を飲むこととなった。

## 行政区

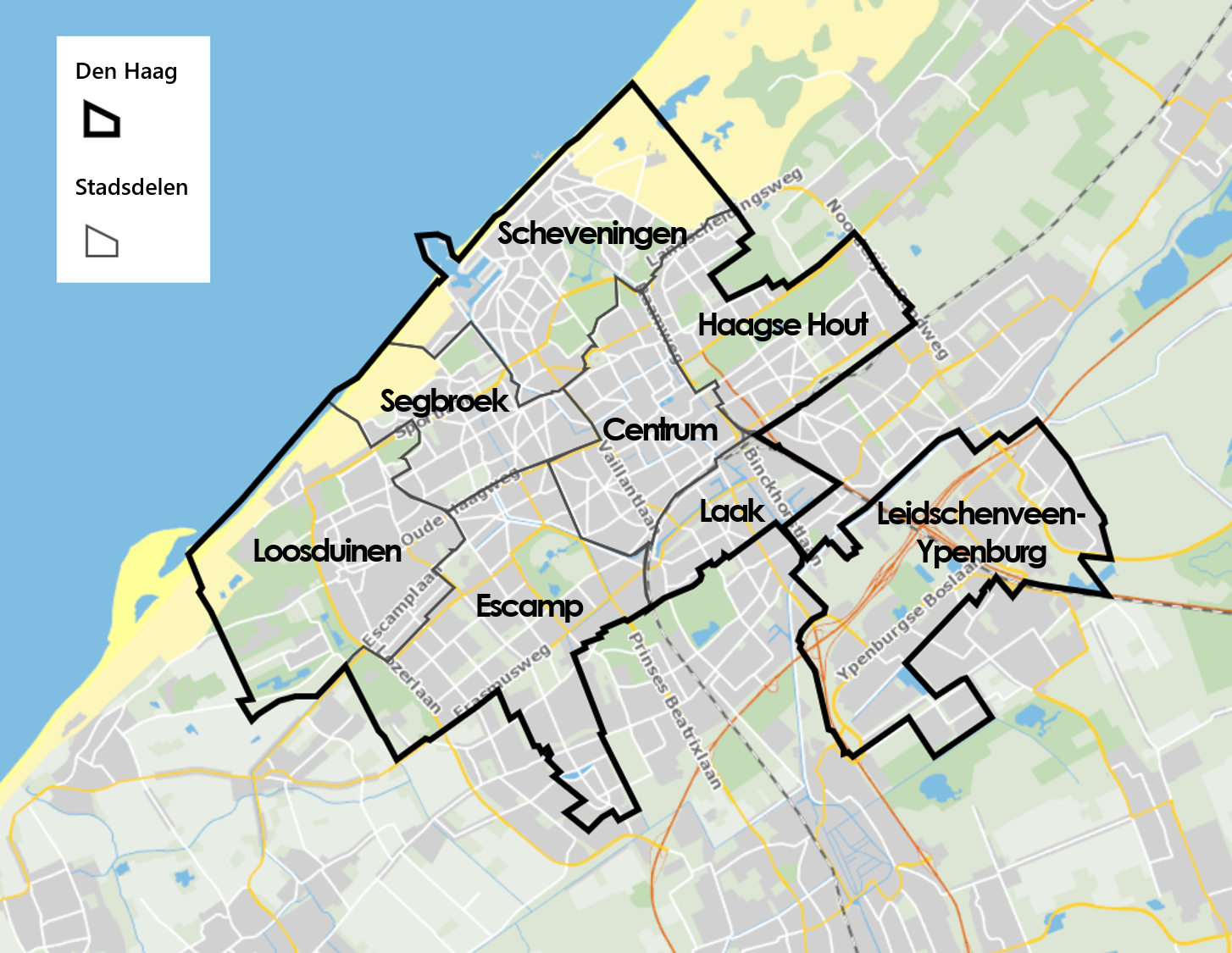
行政区

デン・ハーグ基礎自治体には以下の行政区がある。
- Centrum
- Escamp
- Haagse Hout
- Laak
- Leidschenveen-Ypenburg
- Loosduinen
- Scheveningen（スヘフェニンゲン）
- Segbroek

## 国際機関

国際司法裁判所が設置されている「平和宮」

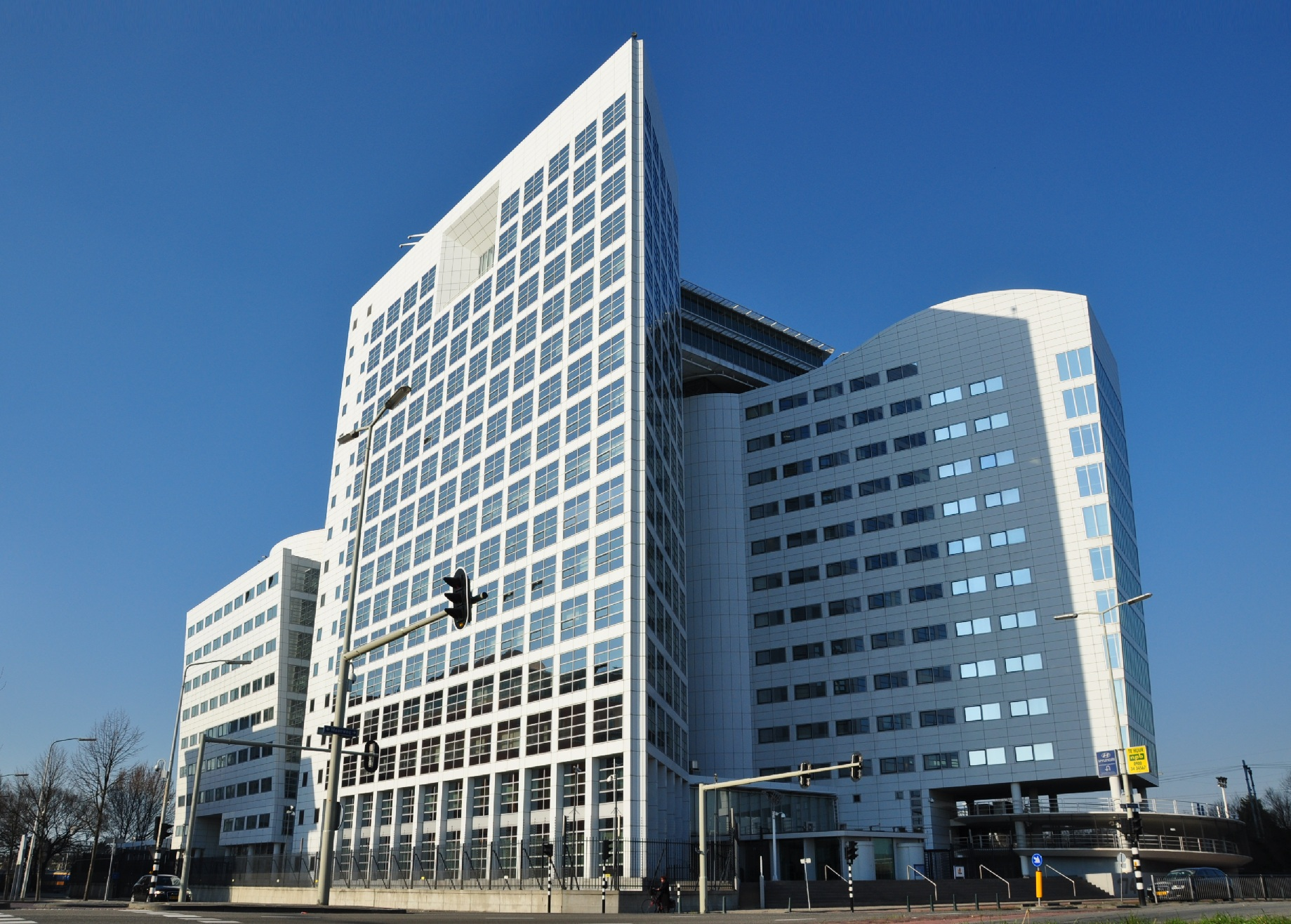
国際刑事裁判所

ハーグには150もの国際機関が存在するが、平和・司法の国際都市となった基礎は1899年と1907年に開かれた万国平和会議である。この結果、世界初の国際紛争処理機関として常設仲裁裁判所 (PCA) が出来た。それから間もなく米富豪アンドリュー・カーネギーが資金を提供して平和宮が建設されPCAの建物となった。国際連盟が出来るとハーグに常設国際司法裁判所が置かれ、第2次大戦後は国際司法裁判所となった。1981年のイラン・米国紛争法廷、1993年の旧ユーゴスラビア国際戦犯法廷、2002年の国際刑事裁判所などの設置によりハーグは国際法律問題調停の地位を確立していった。現在、ニューヨークに次ぐ国連都市であり、国際会議の中心地として重要性が高まっており、ハーグ市では「法律の世界首都」そして「平和と司法の国際都市」としてのブランド化を目指している。

## 観光
- マドローダム
- ビネンホフ
  - マウリッツハイス美術館

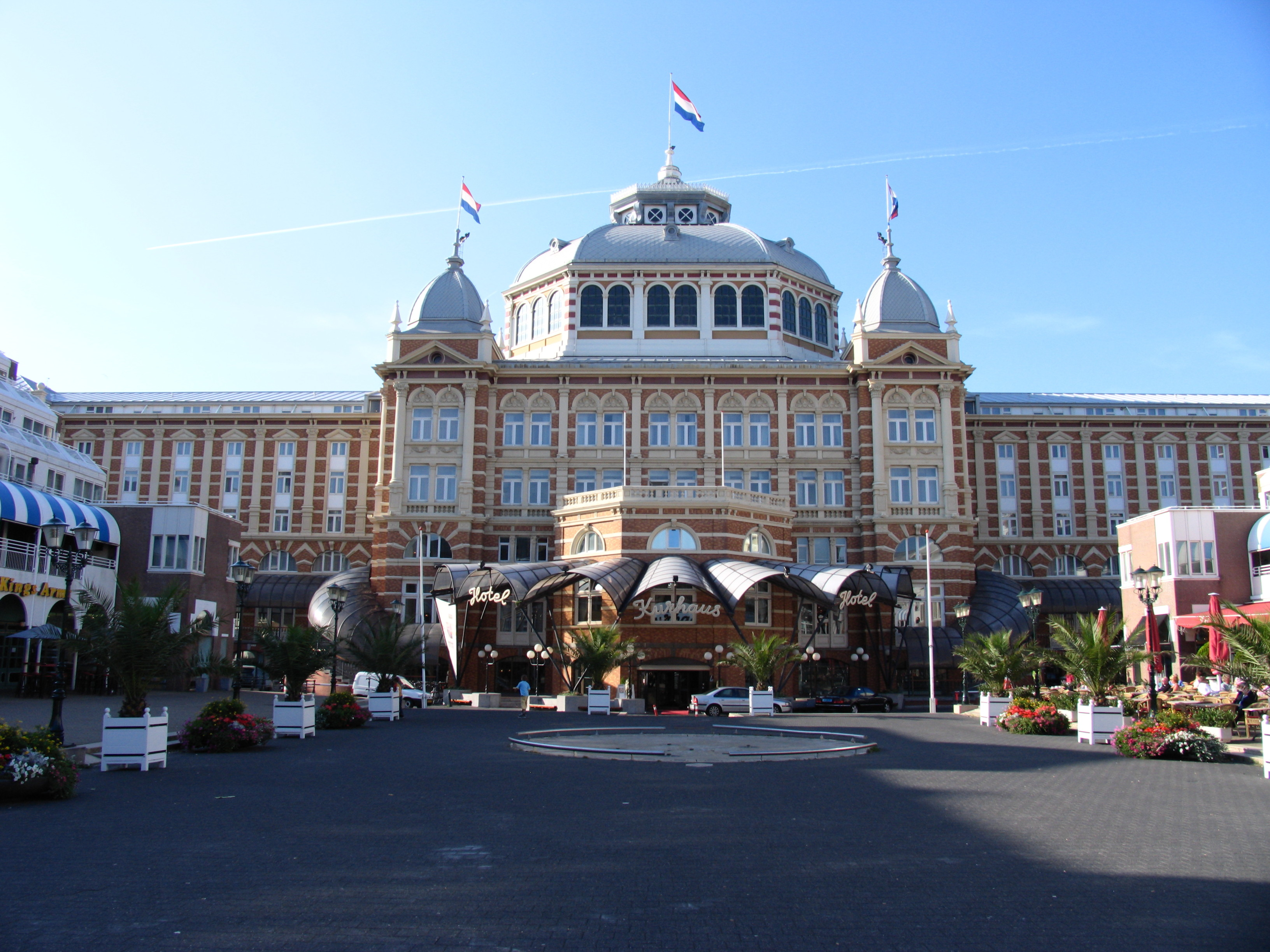
スヘフェニンゲンのクールハウス・ホテル

  - 騎士の館（オランダ語版、英語版） (Ridderzaal)
  - 国会議事堂
- 旧市庁舎と大教会 (Grote Kerk)
- エッシャー美術館
- ノールドアインデ宮殿（オランダ語版、英語版）（Paleis Noordeinde) - 国王が執務する際に使用する宮殿（入場不可）
- ハウステンボス宮殿 - 国王の居所（公園は入場可）
- 平和宮
  - 国際司法裁判所
- スヘフェニンゲン
- 飾り窓
- ボーテルヴァーフ

## 交通

### 空港
最寄の主要空港は、アムステルダム・スキポール空港である。デン・ハーグHS駅より鉄道で約30分である。

### 道路
市内中心部（中央駅横）まで高速道路A12が乗り入れている。この道路は途中から欧州自動車道路E30, E35となり、ユトレヒトを経由してドイツのオーバーハウゼンまで延びている。
また、デン・ハーグ郊外のインターチェンジ (Prins Clausplein) でA4、A13（欧州自動車道E19）と接続しており、アムステルダムやロッテルダムへ直通できる。

### 鉄道
オランダ鉄道 (NS) の主要駅であるデン・ハーグ中央駅とデン・ハーグHS駅が市内中心部にある。
デン・ハーグHS駅はアムステルダムとベルギーのブリュッセルを結ぶ幹線路線上にあり、アムステルダム中央駅、スキポール空港駅、ロッテルダム中央駅、ユトレヒト中央駅へ10分に1本以上のパターンダイヤで列車が走っている。ブリュッセルへは1時間に1本、また、パリ北駅への高速列車Thalysもこの駅に停車する。
ランドスタット鉄道
HTM（ハーグ市営交通会社）とRET（ロッテルダム電鉄）がズーテルメールやロッテルダムとの間の3路線を運行している。市内中心部（Grote Markt〜Spui）は地下路線を走っている。
トラム
HTM（ハーグ市営交通会社）が10路線を運行している。1系統は隣の街のデルフトまで路線が延びている。

## スポーツ
- ADOデン・ハーグ - デン・ハーグを本拠地とするサッカークラブ。リーグ優勝2回、カップ優勝2回を誇る。2020-21シーズンはエールディヴィジ(1部リーグ)に所属。
- HVVデン・ハーグ - 同じくデン・ハーグを本拠地とするサッカークラブ。リーグ優勝10回、カップ優勝1回。2020-21シーズンはトゥヴェーデ・クラッセ(7部リーグ)に所属。
- SVVスヘフェニンゲン - 基礎自治体のひとつであるスヘフェニンゲンに本拠地を置くサッカークラブ。2020-21シーズンはトゥヴェーデ・ディヴィジ(3部リーグ)に所属。
- HV & CVクイック - クイック・デン・ハーグとも呼ばれるサッカークラブ。2020-21シーズンはデルデ・ディヴィジ(4部リーグ)に所属。
- HBSクラーイェンハウト - サッカークラブ。リーグ優勝3回。2020-21シーズンはフーフトクラッセ(5部リーグ)に所属。
- TAC '90 - 正式名称はタクディル・ボーイズ・アマル・デープ・コンビナーティ'90というサッカークラブ。2020-21シーズンはフーフトクラッセ(5部リーグ)に所属。